# Lovčić
Lovčić is een plaats in de gemeente Brodski Stupnik in de Kroatische provincie Brod-Posavina. De plaats telt 126 inwoners (2001).